# 스쿠프!
스쿠프!(Scoop!)는 일본에서 제작된 오오네 히토시 감독의 2016년 드라마, 코미디, 서스펜스 영화이다. 후쿠야마 마사하루 등이 주연으로 출연하였다.

## 출연

### 주연
- 후쿠야마 마사하루

### 조연
- 니카이도 후미
- 요시다 요
- 타키토 켄이치
- 릴리 프랭키
- 사이토 타쿠미
- 나나세 코우
- 나나세 코우